# JWH-015
JWH-015 – organiczny związek chemiczny, syntetyczny kanabinoid zsyntetyzowany przez Johna W. Huffmana (stąd akronim JWH).
W Polsce, w projektowanej nowelizacji Ustawy o przeciwdziałaniu narkomanii proponowane jest dopisanie go do grupy I-N.